# 醫療券
醫療券是政府對醫療服務的一種資助制度，原理與學券相似，「錢跟人走」政策。政府會派發醫療券予合資格的居民，居民可自由選擇合資格的醫療服務提供者，醫療服務提供者則可憑醫療券向政府索回現金。

## 各地的醫療券制度

### 香港
1. 香港的醫療券計劃最早由前特首曾蔭權於2007年施政報告中提出，當時計劃為年滿70歲長者每年提供面值共250元的醫療券，可以用於私家中西醫、牙醫及身體檢查等預防性服務，原意是鼓勵長者使用私營基層醫療服務，減少輪候公營服務。[1]
2. 香港政府在2009年1月1日推出為期3年的長者醫療券試驗計劃，資助長者使用私營基層醫療服務。於香港註冊的醫護專業人員，包括：西醫、中醫、牙醫、脊醫、註冊護士和登記護士、物理治療師、職業治療師、放射技師、醫務化驗師及於註冊名冊第1部分註冊的視光師，可登記參與長者醫療券計劃。
3. 在2014年，醫療券計劃由試驗性質轉為恆常計劃，每名合資格長者的醫療券金額由每年港幣1000元增至2000元，並容許合資格長者保留和累積尚未使用的醫療券，以港幣4000元為上限。
4. 由2017年7月1日起長者醫療券計劃的受惠長者合資格年齡由70歲降低至65歲。
5. 由2018年6月8日起，因應每名合資格長者將獲發一次性額外1,000元長者醫療券金額；醫療券的累積金額上限，亦於同日起由港幣4,000元提高至5,000元。[2]
6. 由2019年6月26日起，因應每名合資格長者將獲發一次性額外1,000元長者醫療券金額；醫療券的累積金額上限，亦於同日起由港幣5,000元提高至8,000元。[3]

## 濫用
香港的醫療券遭濫用及不當使用問題為人詬病，例如醫生濫收醫藥費、病人被慫恿購買不必要的非醫療產品、使用醫療券作純粹購物用途（如選購中藥材）等，以至醫療券被批評淪為「購物券」。

## 外部連結
- 澳門醫療補貼計劃官方網站
- 香港醫療券官方網站 （页面存档备份，存于）